# VdS-BrandSchutzTage
Die VdS-BrandSchutzTage in Köln sind eine Kombination aus Fachmesse, parallel stattfindenden Fachtagungen sowie einem Aussteller- und Wissenschaftsforum und dem „Zukunftsforum Brandschutz“. Ihr Themenspektrum deckt sämtliche Bereiche des vorbeugenden Brandschutzes ab: baulich, organisatorisch und anlagentechnisch. Sie finden seit 2012 jährlich im Dezember in der Koelnmesse statt.

## Entstehung
Die VdS-BrandSchutzTage entstanden 2012, als die drei VdS-Tagungen „Brandmeldeanlagen“, „Brandschutz im Bestand“ und „Feuerlöschanlagen“ zusammengelegt und durch eine Messe ergänzt wurden.

## Aussteller- und Besucherzahlen
| Jahr | Aussteller | Besucher |
| ---- | ---------- | -------- |
| 2012 | 57         | 1.000    |
| 2013 | 67         | 1.400    |
| 2014 | 90         | 1.600    |
| 2015 | 90         | 2.100    |
| 2016 | 90         | 2.600    |
| 2017 | 95         | 2.700    |
| 2018 | 103        | 3.300    |

## Veranstalter
Veranstalter der VdS-BrandSchutzTage ist der Bereich „Bildungszentrum und Verlag“ der Firma VdS Schadenverhütung in Köln. Neben der Organisation der Messe bietet sie jährlich ca. 25 Fachtagungen und 90 Lehrgänge an, unter anderem zu Themengebieten wie Brandschutz, Security, elektrische Anlagen und Arbeitsschutz. Außerdem gibt der VdS-eigene Verlag ein Richtlinienwerk mit ca. 600 Titeln sowie weitere Publikationen mit den Schwerpunktthemen Brand- und Einbruchdiebstahlschutz heraus.